# Allegra Poljak
Allegra Poljak (en serbio: Алегра Пољак;, Kotor, RF de Yugoslavia, 5 de febrero de 1999) es una futbolista serbia. Juega de delantera y su equipo actual es el Madrid CFF de la Primera División de España. Es internacional absoluta por la selección de Serbia desde el 2015.

## Trayectoria
Poljak fichó por el Granadilla Tenerife de España en 2019 y en 2021 fichó por la Real Sociedad, en 2023 se incorpora al Fútbol Club Levante Las Planas.

## Clubes
| Club                | País    | Año           |
| ------------------- | ------- | ------------- |
| Novi Bečej          | Serbia  | ?             |
| Novi Sad            | Serbia  | ?             |
| Spartak Subotica    | Serbia  | 2015-2016     |
| Ferencváros         | Hungría | 2017-2019     |
| Granadilla Tenerife | España  | 2019-2021     |
| Real Sociedad       | España  | 2021-presente |